# Hídőrvirágúak
A hídőrvirágúak (Alismatales) az egyszikűek osztályának (Liliopsida) egyik rendje. Korábbi rendszerekben a legelőször levált, legősibb egyszikű-csoportnak gondolták, mára kiderült, hogy a kálmosvirágúak (Acorales) előbb váltak le, őket követték a hídőrök. A csoport monofiletikus jellegét a genetikai kutatások (rbcL génszekvenciák alapján) is bizonyítják. Közös morfológiai sajátosságaik: 
- a levélalapnál mindig megtalálhatók pikkelyek vagy mirigyszőrök,
- a klorofillt nem tartalmazó embrió.

A rendbe tartozik a kontyvirágfélék családja (Araceae) is, melyet korábban a torzsavirágzatúak ágazatában (Pandales) tárgyaltak a pálmák és a békalencsefélék között.
A rendnek 13 családját különítik el (az APG III-rendszer az Alismataceae-be sorolta a korábban külön családként leírt Limnocharitaceae-t). A kontyvirágfélék az összes többi család testvércsoportjaként jelentkezik a kladogramon. A többi 13 család monofiletikus egységet, kládot alkot, kivétel nélkül vízinövények. Fejlődésükben két fő irány különböztethető meg:
- a virág csészére és sziromra tagolódik, a porzók száma igen sok, sekély vízben tenyésző, a vízfelszín fölé nyúló növények;
- a virág erőteljesen redukálódik, a pollenen nem található egyetlen nyílás sem, s a pollen külső burka (exine) is hiányzik. Ez utóbbiak teljesen alámerült hínárnövények. Termőjük általában szabadon álló levelekből áll, magvukban nincs másodlagos magfehérje (secunder endospermium).